# Макмэн, Стефани
Сте́фани Макмэ́н-Леве́к (англ. Stephanie McMahon-Levesque; род. 24 сентября 1976, Хартфорд) — американская бизнесвумен и бывший рестлер. С июля 2022 по январь 2023 года она являлась председательницей и согенеральным директором ведущего мирового рестлинг-промоушна WWE.
Она является членом семьи Макмэн, промоутером рестлинга в четвёртом поколении, работала в WWE с юных лет (рекламировала футболки и другие товары для различных каталогов WWE), прошла путь до секретаря, затем занимала различные должности в офисе, вплоть до своей нынешней должности. Она является правнучкой Родерика «Джесса» Макмэна, внучкой Винсента Джей. Макмэна, дочерью бывшего председателя и генерального директора WWE Винса Макмэна.
Макмэн начала регулярно появляться в эфире WWE в 1999 году в рамках сюжетной линии с Гробовщиком. После непродолжительных отношений с Тестом на экране она была помолвлена с Трипл Эйчем, за которого вышла замуж как на экране, так и в реальной жизни, что привело к появлению сюжетной линии «Фракция Макмэн-Хелмсли». Один раз она владела титулом чемпиона WWF среди женщин. В 2001 году она была экранным владельцем Extreme Championship Wrestling во время сюжета «Вторжение». В следующем году она была генеральным менеджером SmackDown, но перестала регулярно появляться на телевидении после матча I Quit со своим отцом Винсом Макмэном.
После нерегулярных появлений в течение нескольких лет, Макмэн начала регулярно появляться на шоу Raw в 2008 году в качестве генерального менеджера бренда Raw, а затем снова исчезла. К середине 2013 года Макмэн вернулась к регулярным появлениям в эфире WWE, на этот раз в образе бесцеремонной, осуждающей, издевающейся владелицы вместе с экранным операционным директором, её мужем Трипл Эйчем. С 2013 по 2016 год они действовали как влиятельная пара, известная как «Власть», принимая зачастую сомнительные решения, утверждая, что заботятся только о том, «что лучше для бизнеса», и одновременно романтизируя друг друга публичными проявлениями привязанности. Позднее «Власть» превратилась в группировку, которой совместно руководили Трипл Эйч и она сама. Свой последний матч на ринге она провела на WrestleMania 34 в апреле 2018 года, после чего продолжила заниматься бизнес-ролями в компании.

## Ранняя жизнь
Стефани Мари Макмэн родилась 24 сентября 1976 года в Хартфорде, Коннектикут, в семье Линды и Винса Макмэна. У неё есть один брат, Шейн Макмэн. Вскоре после её рождения семья переехала в Гринуич, Коннектикут. Там она посещала частную школу Greenwich Country Day School на протяжении всех начальных школьных лет. В возрасте 13 лет Макмэн появилась в каталогах товаров World Wrestling Federation (WWF), рекламируя футболки и шляпы. После окончания средней школы в 1994 году она училась в Бостонском университете и в 1998 году получила степень в области коммуникаций. После окончания университета в 1998 году она начала работать в WWF полный рабочий день.

## Бизнес-карьера
Макмэн пришла в WWF в качестве модели, рекламирующей футболки и другие товары, но продолжила карьеру аккаунт-менеджером в нью-йоркском офисе компании. В первые годы своей работы в офисе она была секретарем на ресепшне, креативным дизайном, телевизионным продюсером и выступала в качестве рестлера. С 2002 года была директором по сценариям, к 2006 году стала старшим вице-президентом по сценариям.

### Исполнительный вице-президент
Макмэн повысили до должности исполнительного вице-президента по креативу в 2007 году. Она отвечала за креативный процесс (сюжетные линии) для всех ТВ-шоу и PPV. Курировала все аспекты работы с персоналом и брендом, проведение и маркетинг шоу, социальные сети и медиа-ресурсы. Возглавила проект по созданию мобильного приложения WWE, которое было загружено более 20 миллионов раз. Наладила сотрудничество с Объединёнными организациями обслуживания вооружённых сил, социальной сетью Tout, и смогла стать партнером Yahoо!. В дополнение к этому, она отвечала за операционную работу официального сайта.

### Директор по бренду
4 декабря 2013 года WWE объявила о повышении Стефани на должность директора по бренду. Она стала вести работу по дальнейшему повышению репутации бренда WWE среди ключевых партнеров, включая рекламодателей, СМИ и инвесторов. Её задачей стало направление продуктов WWE на матерей и молодёжную аудиторию. 19 мая 2022 года Макмэн написала в Твиттере, что она берет отпуск от большинства своих обязанностей в WWE. Она заявила, что с нетерпением ждет возвращения в компанию в ближайшем будущем и берет отпуск, чтобы сосредоточиться на семье.

### Председательница и согенеральный директор
22 июля 2022 года Винс Макмэн объявил о своем уходе из WWE и назначил Стефани Макмэн новым председателем и согенеральным директором компании (вместе с Ником Ханом).

## Появления на различных шоу
В 2002 году Стефани появилась на Шоу Говарда Стерна (The Howard Stern Show), Джимми Киммел’а Live (Jimmy Kimmel Live!) и на шоу Опи и Энтони (Opie and Anthony). В 2001 году Стефани появилась в специальном выпуске Американской версии шоу Самое слабое звено, в котором рестлеры WWF конкурировали между собой. 14 Августа, 2005 года Стефани принимала участие в Шоу Подстава на MTV, где она помогала разыграть своего мужа Пола «Triple H» Левека. 28 Марта 2009 года Стефани появилась вместе со своей матерью на BNN’s The Market Morning Show. Стефани также совершала несколько появлений на различных шоу ESPN. 11 Ноября 2009 года Стефани появилась на шоу Dinner: Impossible, наряду с рестлером WWE Биг Шоу.

## Личная жизнь
Макмэн начала встречаться с Полом Левеком, более известным как Трипл Эйч, в 2000 году во время их сценарного романа. Пара обручилась в День святого Валентина в 2003 году и поженилась 25 октября 2003 года на римско-католической церемонии в церкви Святой Терезы Авильской в Слипи-Холлоу, Нью-Йорк. В радиоинтервью с Опи и Энтони в 2004 году Левек заявил, что начал встречаться с Макмэн после того, как некоторое время не был вместе со своей предыдущей девушкой, Джоани «Чайной» Лорер, несмотря на утверждения Лорер, что его отношения с Макмэн начались, когда они ещё были вместе. После их брака Стефани взяла фамилию мужа и юридически изменила свое второе имя на Макмэн.
У них с Левеком три дочери: Аврора Роуз Левек (род. 2006), Мерфи Клэр Левек (род. 2008), и Вон Эвелин Левек (род. 2010).

## Титулы и достижения
- Pro Wrestling Illustrated
  - Женщина года (2000)[13]
  - Вражда года (2002) — против Эрика Бишоффа[14]
  - Вражда года (2013) против Дэниела Брайана в составе «Власти»
  - Самый ненавистный рестлер года (2013) в составе «Власти»
  - Самый ненавистный рестлер года (2014) — вместе с Трипл Эйчем
- World Wrestling Federation/WWE
  - Чемпион WWE среди женщин (1 раз)[15]
- Wrestling Observer Newsletter
  - Самая отвратительная рекламная тактика (2001) — сравнение обвинения Винса Макмэна в хранении стероидов с терактами 11 сентября[16]
  - Самая отвратительная рекламная тактика (2003) — семья Макмэн на всей продукции WWE
  - Худшая личность вне рестлинга (2001—2003)
  - Худшая в интервью (2001—2003)
  - Худшая вражда года (2013) — в составе «Власти» против Биг Шоу